# Logspeed CZ Aréna
Die Logspeed CZ Aréna ist eine Mehrzweckhalle in der tschechischen Stadt Pilsen (tschechisch Plzeň). Sie wird hauptsächlich für Eishockey, aber auch für Konzerte genutzt. Die Halle ist die Heimspielstätte des Eishockeyclubs HC Škoda Plzeň aus der höchsten Spielklasse des Landes, der Extraliga. Die Halle bietet 8.236 Plätze, von denen 5.879 Sitz- und 2.227 Stehplätze sind. 130 weitere Plätze stehen im Gästesektor zur Verfügung.

## Geschichte
Am 11. Februar 1950 wurde in Pilsen das Zimní stadión města Plzně, eine Freiluft-Eisbahn mit einer Kapazität von über 14.000 Zuschauern, eröffnet. Von 1966 bis 1969 wurde die Überdachung der Eisbahn errichtet, wobei die Kapazität auf den heutigen Wert sank. 1973 begann der Bau einer weiteren Eisfläche, die für Trainingszwecke und öffentliches Eislaufen genutzt wird.
2006 wurde der Energiekonzerns ČEZ Namenssponsor und der neue Name lautete ČEZ Aréna. Der Eigentümer des Eisstadions ist die Stadt Pilsen. Zum Gebäude-Komplex gehören heute weiterhin ein Schwimmbad mit Sauna, Solarium und einem Physiotherapiebereich.
2015 verringerte der ČEZ-Konzern seine Sponsorengelder im Eishockeysport und beendete das Namenssponsoring der Halle. Neuer Sponsor wurde die Firma Biotronik Praha, dessen Medizinprodukt Home Monitoring anschließend Namensbestandteil der Arena war. Im August 2019 wurde ein neuer Vertrag über vier Jahre mit der Firma Logspeed CZ abgeschlossen, der dem HC Plzeň insgesamt 15 Mio. CZK einbringt.

## Galerie

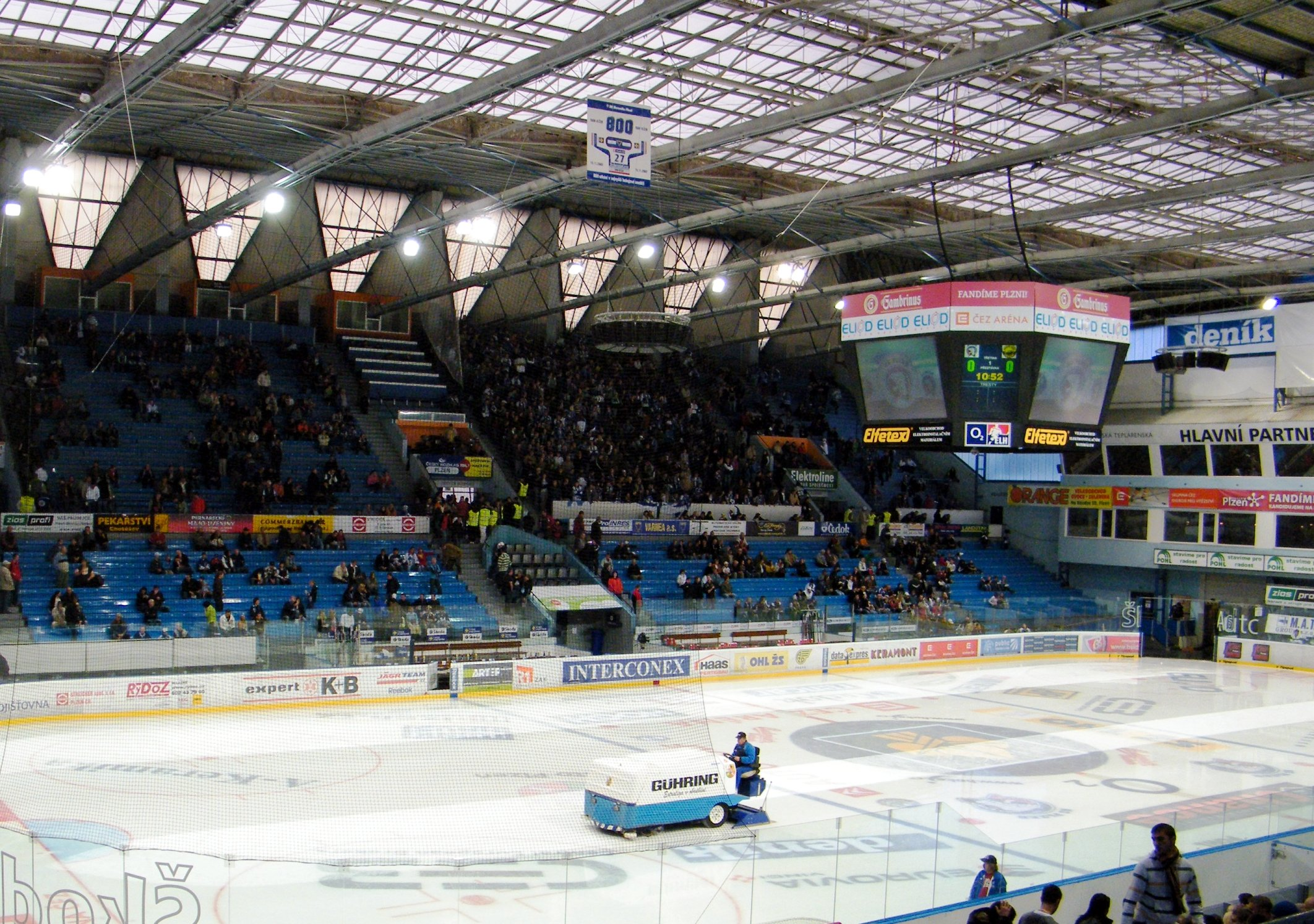
Innenansicht (2009)
Ehemaliges Logo der ČEZ Aréna